# Hannes Dotzler
Hannes Dotzler, född 2 februari 1990, är en tysk längdskidåkare som har tävlat i världscupen sedan mars 2010. 

## Karriär
Dotzler har tagit tre medaljer i tre junior-VM, 2008, 2009 och 2010. Alla tre i stafett, varav två silver. Individuellt har han kommit femma två gånger. 
I världscupen har Dotzler som bäst kommit femma, det var i loppet över 15 km masstart i polska Szklarska Poreba den 9 januari 2014. Om man räknar med deletapper och tourer så har han kommit på andraplats, det var i loppet över 15 km masstart i Lenzerheide i Tour de Ski 2013/2014. 
Dotzler har deltagit i två världsmästerskap, 2011 och 2013. Hans bästa resultat är en sjundeplats i den klassiska femmilen vid VM 2013 i Val di Fiemme, loppet som svensken Johan Olsson vann.